# Gambetta (metropolitana di Parigi)
Gambetta è una stazione delle linee 3 e 3 bis della metropolitana di Parigi.
La stazione è intitolata a Léon Gambetta.

## Storia
La stazione, originariamente di testa, fu inaugurata il 25 gennaio 1905 ed aveva la funzione di capolinea della Linea 3. Con l'ampliamento della linea, nel 1921 divenne passante.
Nel 1971, con la creazione della linea 3 bis, la stazione originaria divenne il capolinea della nuova linea e perse la sua funzione passante, diventando nuovamente di testa. La stazione della linea 3 fu creata inglobando la vecchia stazione Martin Nadaud, che divenne l'estremità occidentale. Una delle due gallerie della primitiva stazione con i binari in direzione Gallieni fu trasformata in passaggio pedonale fra le due banchine.
Nel 2011 sono stati registrati 7.576.845 ingressi. Nel 2013 sono stati registrati 7.445.691 ingressi.

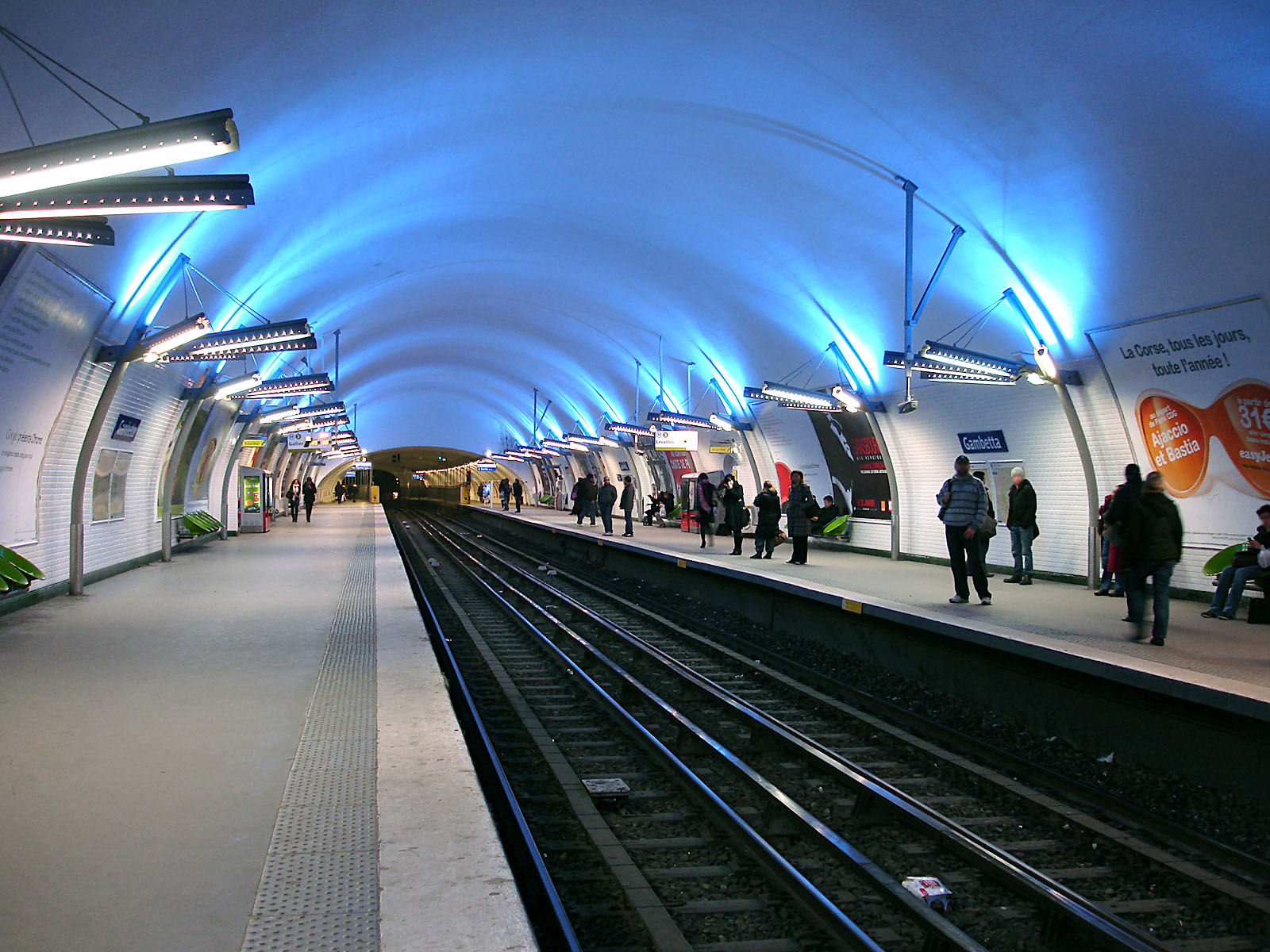
La banchina della linea 3
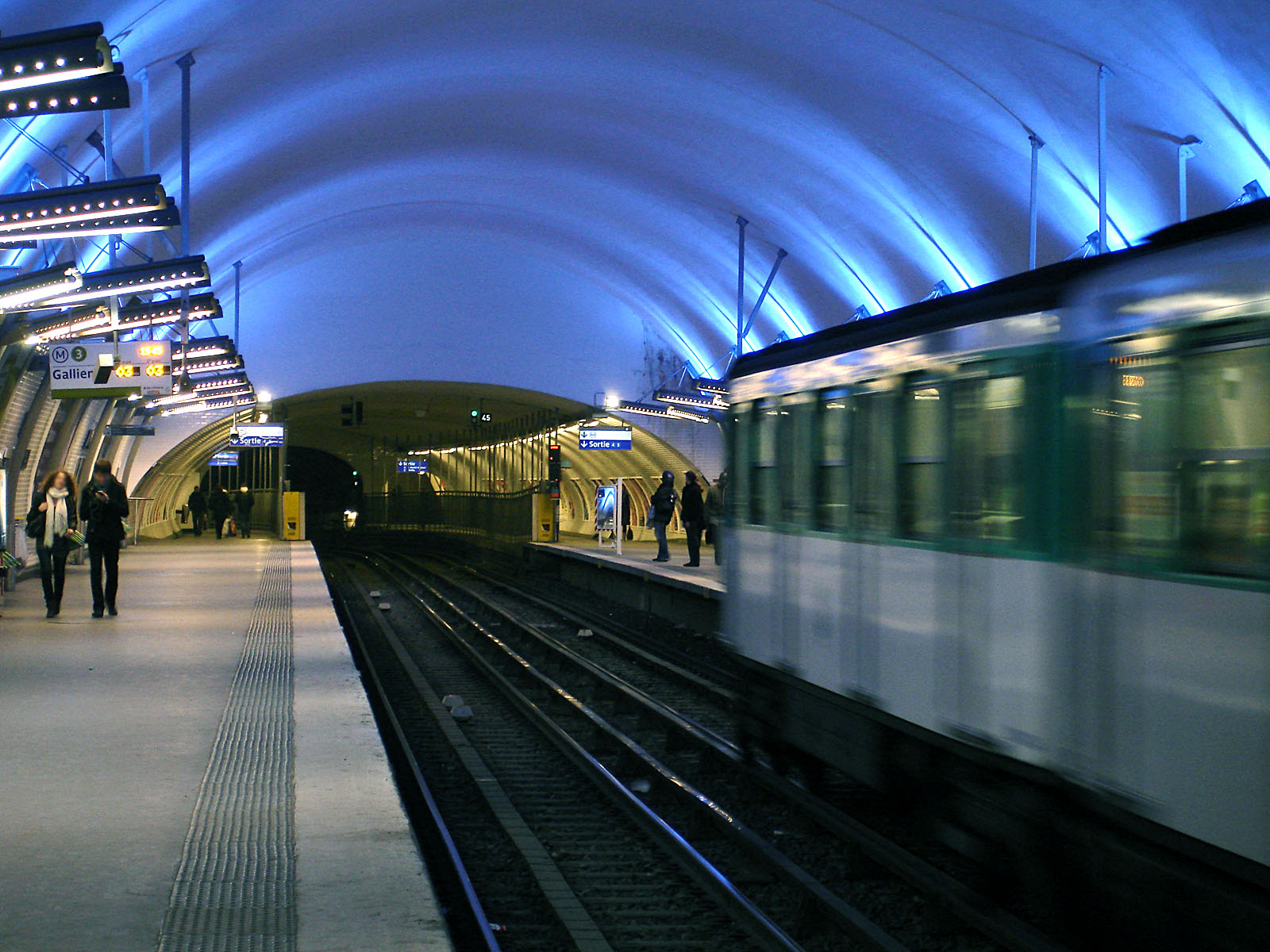
La vecchia stazione Martin Nadaud inglobata nella banchina della linea 3
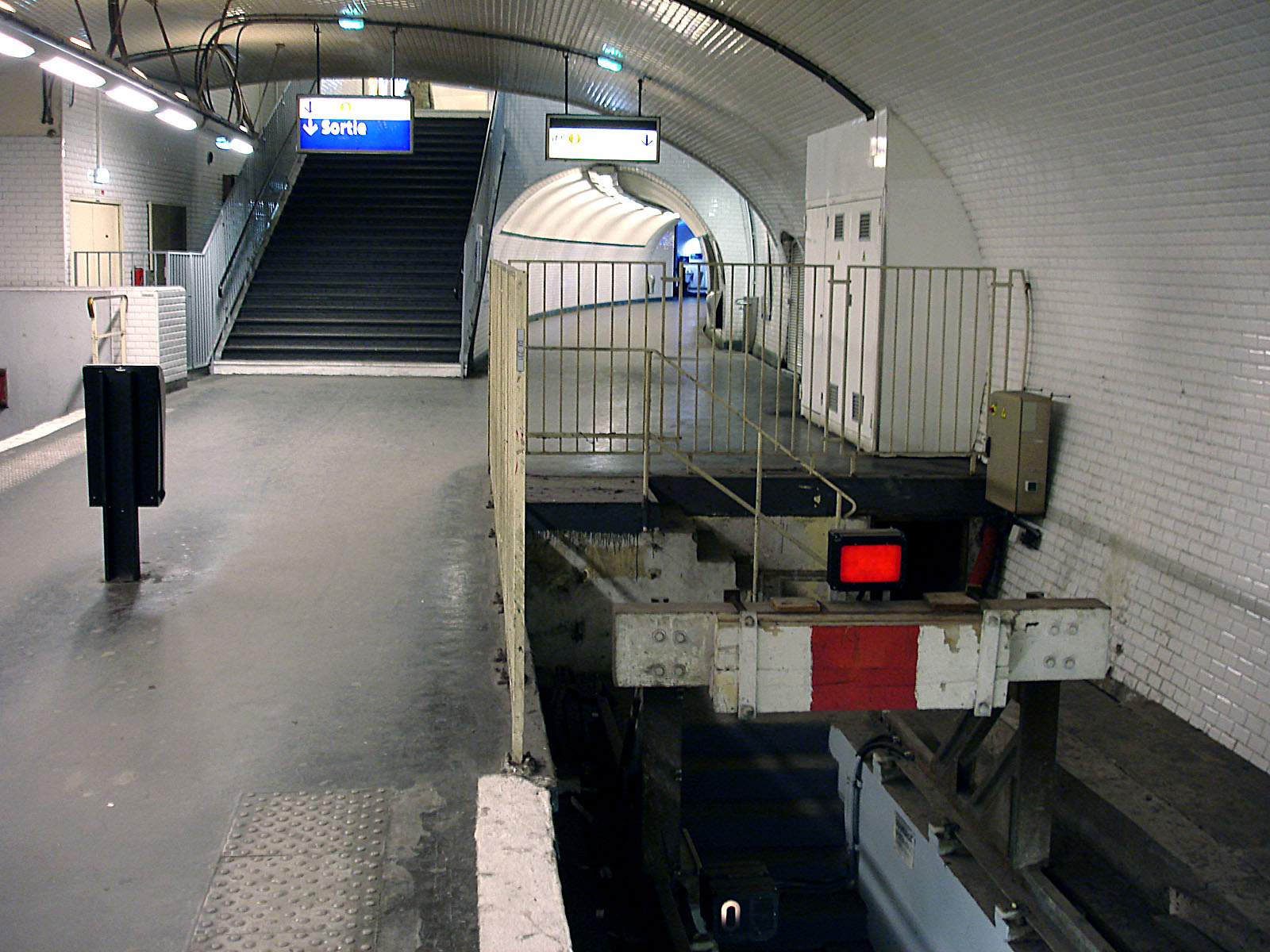
La banchina della linea 3bis